# Campeonato Europeo de Gimnasia Artística de 2000
El XXIV Campeonato Europeo de Gimnasia Artística se celebró en dos sedes distintas: el concurso masculino en Bremen (Alemania) entre el 24 y el 28 de mayo y el concurso femenino en París (Francia) entre el 12 y el 14 de mayo de 2000 y fue organizado por la Unión Europea de Gimnasia (UEG).
Las competiciones del concurso masculino se llevaron a cabo en el Bremen Stadthalle y las del concurso femenino en el Palais Omnisports de Paris-Bercy. 

## Resultados

### Masculino
| Evento                 | Oro                                      | Plata                                    | Bronce                                                     |
| ---------------------- | ---------------------------------------- | ---------------------------------------- | ---------------------------------------------------------- |
| Concurso completo ind. | Olexander Beresh · Ucrania · 57,787 pts. | Ivan Ivankov · Bielorrusia · 57,598 pts. | Marian Drăgulescu · Rumania · 57,448 pts.                  |
| Suelo                  | Marian Drăgulescu · Rumania · 9,687      | Gervasio Deferr · España · 9,675         | Alexéi Bondarenko · Rusia · Igor Vichrov · Letonia · 9,587 |
| Caballo con arcos      | Marius Urzică · Rumania · 9,762          | Éric Pouchade Francia 9,750              | Olexander Beresh · Ucrania · 9,662                         |
| Anillas                | Dimosthenis Tambokos · Grecia · 9,737    | Szilveszter Csollány · Hungría · 9,675   | Ivan Ivankov · Bielorrusia · 9,650                         |
| Salto de potro         | Ioan Silviu Suciu · Rumania · 9,631      | Dimitri Karbonenko Francia 9,625         | Alexander Svetlichni · Ucrania · 9,606                     |
| Paralelas              | Mitja Petkovšek Eslovenia 9,800          | Ivan Ivankov · Bielorrusia · 9,775       | Alexéi Bondarenko · Rusia · 9,725                          |
| Barra fija             | Olexander Beresh · Ucrania · 9,737       | Ivan Ivankov · Bielorrusia · 9,725       | Aljaž Pegan Eslovenia 9,687                                |
| Concurso por equipos   | Rusia · 171,071                          | Rumania · 170,844                        | Ucrania · 170,608                                          |

### Femenino
| Evento                 | Oro                                    | Plata                                                                                     | Bronce                                    |
| ---------------------- | -------------------------------------- | ----------------------------------------------------------------------------------------- | ----------------------------------------- |
| Concurso completo ind. | Svetlana Jorkina · Rusia · 38,749 pts. | Elena Zamolodchikova · Rusia · 38,624 pts.                                                | Viktoria Karpenko · Ucrania · 38,456 pts. |
| Salto de potro         | Simona Amânar · Rumania · 9,674        | Elena Zamolodchikova · Rusia · 9,668                                                      | Esther Moya · España · 9,574              |
| Barras asimétricas     | Svetlana Jorkina · Rusia · 9,837       | Viktoria Karpenko · Ucrania · 9,800                                                       | Elena Produnova · Rusia · 9,775           |
| Barra                  | Svetlana Jorkina · Rusia · 9.837       | Simona Amânar · Rumania · 9,800                                                           | Elena Zamolodchikova · Rusia · 9,762      |
| Suelo                  | Ludivine Furnon Francia 9,875          | Elena Produnova · Rusia · Andreea Răducan · Rumania · Viktoria Karpenko · Ucrania · 9,812 |                                           |
| Concurso por equipos   | Rusia · 115,760                        | Ucrania · 115,302                                                                         | Rumania · 114,703                         |

## Medallero
| Núm. | País        | Oro | Plata | Bronce | Total |
| ---- | ----------- | --- | ----- | ------ | ----- |
| 1    | Rusia       | 5   | 3     | 4      | 12    |
| 2    | Rumania     | 4   | 3     | 2      | 9     |
| 3    | Ucrania     | 2   | 3     | 4      | 9     |
| 4    | Francia     | 1   | 2     | 0      | 3     |
| 5    | Eslovenia   | 1   | 0     | 1      | 2     |
| 6    | Grecia      | 1   | 0     | 0      | 1     |
| 7    | Bielorrusia | 0   | 3     | 1      | 4     |
| 8    | España      | 0   | 1     | 1      | 2     |
| 9    | Hungría     | 0   | 1     | 0      | 1     |
| 10   | Letonia     | 0   | 0     | 1      | 1     |
|      | TOTAL       | 14  | 16    | 14     | 44    |